# 美国国际宗教自由事务无任所大使
美国国际宗教自由事务无任所大使（英語：United States Ambassador-at-Large for International Religious Freedom）是美国国务院設立的專門負責領導下屬機構国际宗教自由办公室的無任所大使。该职位是根据1998年《国际宗教自由法》设立的。第一位大使是鲍勃·塞普尔，他於1999年上任。